# Salsola forskaolii
Salsola forskaolii är en amarantväxtart som beskrevs av Georg August Schweinfurth. Salsola forskaolii ingår i släktet sodaörter, och familjen amarantväxter. Inga underarter finns listade i Catalogue of Life.